# Gabriel d'Aubarède
Gabriel d'Aubarède, né le 28 septembre 1898 à Marseille et mort le 31 décembre 1995 au Mans, est un écrivain et journaliste français. Il est lauréat du Grand prix du roman de l'Académie française en 1959.

## Biographie
Gabriel Paul Marie Joseph d'Aubarède est le fils de Paul d'Aubarède, banquier, et de Magdeleine Benet (fille d'un avocat devenu notaire), second enfant d'une fratrie de treize. Les d'Aubarède appartiennent à une famille lyonnaise anoblie en 1677 par l'échevinage. Ses grands-parents paternels étaient Paul d'Aubarède, receveur municipal et trésorier de la ville de Lyon, et Élisabeth Aynard, cette dernière fille d'Henry Aynard (1796-1866), conseiller général de l'Ain, président du tribunal de commerce et censeur de la Banque de France de Lyon, issu de la famille qui avait fondée au XVIIIe siècle la Maison Aynard et fils.
Ami de jeunesse de Marcel Pagnol, il fonde avec lui en 1914 une revue, Fortunio, dont il sera un moment rédacteur en chef et qui deviendra Les Cahiers du Sud. Il a publié une douzaine d'ouvrages et a été aussi critique et journaliste littéraire, notamment aux Nouvelles littéraires. Il fut membre de la Société des gens de lettres et de l'Association des écrivains catholiques.
Il fut le conjoint de Louise Léontine Androt (1897-1964) puis en 1952 de Marie-Marthe des Mazis (1910-2005).
Il serait inhumé dans le cimetière de Verneuil-sur-Avre.[réf. nécessaire]

## Décorations
- Chevalier de la Légion d'honneur
- Officier de l'ordre national du Mérite
- Chevalier de l'ordre des Arts et des Lettres[3]

## Œuvre
- Le jeune homme puéril, Plon, 1926
- L'injustice est en moi, Plon, 1927
- Agnès, Plon, 1928
- Le plus humble amour, Plon, 1930
- L'Arrivée au Finistère (conte), dans La Revue des vivants, 1932, pp. 111–129
- Amour sans paroles, Plon, 1933
- La prisonnière de Madrid, Les éditions nationales, 1936
- Honnorin ou le Mauvais Esprit (roman), Gallimard, 1943
- La révolution des saints (1520-1536), Gallimard, 1946
- L'oncle Fred n'est plus jeune, Gallimard, 1948
- Ancila (roman), Flammarion, 1950
- La Foi de notre enfance, Flammarion, 1959 – Grand prix du roman de l'Académie française
- André Chénier, Hachette, 1970
- De mémoire d'oublié (illustrations de Roger Wild), La Table ronde, 2004.